# Sommerleist

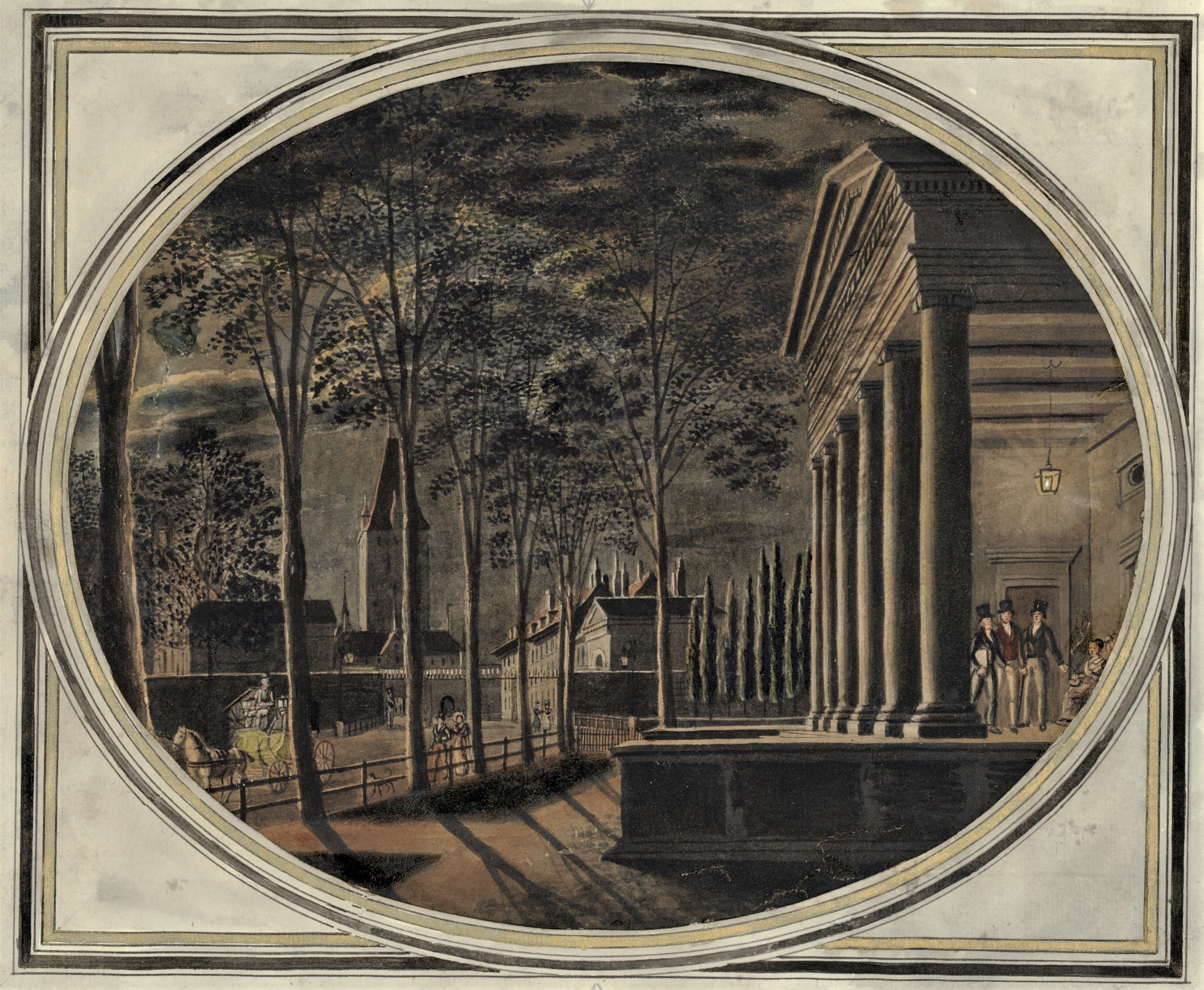
Der Sommerleist von Westen, mit Murtentor und Christoffelturm, Gouache von Franz Niklaus König (zugeschrieben), um 1810, Burgerbibliothek Bern

Der Sommerleist war eine Berner Herrengesellschaft mit Sitz im gleichnamigen Gebäude an der Laupenstrasse in Bern.

## Geschichte
Der Sommerleist war ein konstituierter Leist (Freundeskreis), vergleichbar mit der Grande Société, dem Rauchleist oder dem Krähenbühlleist. Als Mitglieder sind bisher Johann Rudolf Steck, Albrecht Niklaus Zehender (1770–1849), der Bauherrenschreiber Friedrich Bernhard Bay (1755–1814), der Kriegsratsschreiber Albrecht Haller (1758–1823) und der Architekt Carl Ahasver von Sinner als Seckelmeister bekannt geworden. Zehender bezeichnet die Gesellschaft als «Wohlansehnlichen politischen Sommerleist beim Maulbeerbaum». Es handelt sich allesamt um Personen, die vor 1795 nicht im Kleinen oder Grossen Rat sassen. Vermutlich ist der Sommerleist aus der Grande Société heraus entstanden, denn diese plante um 1766 den Bau eines Sommerhauses, verwarf den Plan allerdings wieder. Für das Jahr 1775 ist belegt, dass die Grande Société das Monbijou-Gut für ihre Zusammenkünfte im Sommer mietete. In den Jahren 1797 bis 1799 liess der Sommerleist nach Plänen des Architekten Carl Ahasver von Sinner durch die Werkmeister Schnyder und Haller einen Landsitz bauen. Das Versammlungshaus präsentierte sich gegen die Laupenstrasse mit einem Portikus aus sechs ionischen Säulen, die einen einfachen Giebel trugen. Die Gartenseite war geprägt durch einen Mittelrisalit mit Giebel und halbrund vorspringender Terrasse. Über das Hausinnere ist nicht mehr bekannt, als dass ein Saal den grössten Teil des Grundrisses ausmachte.
1816 traf sich die Allgemeine Schweizerische Gesellschaft für die Gesammten Naturwissenschaften, die spätere Schweizerische Naturforschende Gesellschaft, zu Sitzungen im Sommerleist. Im selben Jahr fand im Sommerleist das kantonale Musikfest der Musikalischen Gesellschaft statt. 1818 kaufte Franz Christoph Engel (1740–1820), Altlandvogt zu Oron, die Sommerleist-Besitzung. Für das Jahr 1857 ist ein Angehöriger der Familie Risold als Besitzer belegt. Der Photograph Carl Durheim kaufte 1863 den Sommerleist, um dort sein Atelier einzurichten. Gustav Baer übernahm 1873 Durheims Atelier.
1914 erwarb die Heilsarmee die Sommerleist-Besitzung. Der Sinner-Bau wurde 1918 abgerissen und durch das neue Hauptquartier der Heilsarmee ersetzt. Unter dem Namen Sommerleist AG firmierte ein Unternehmen, welches ab 1927 an der Maulbeerstrasse, in unmittelbarer Nachbarschaft des ehemaligen Sommerleists, ein Schwimmbad mit türkischem Bad und Coiffeursalon betrieb. Das Hallenbad wurde 1939 durch die Architekten Rudolf von Sinner und Hans Beyeler erweitert und besteht als Hallenbad Hirschengraben im Besitz der Stadt Bern bis heute.